# Gran Galardón Guajiro De Oro
El  Galardón El Gran Guajiro De Oro en su 1.º Edición Es una condecoración que se llevó a cabo el 2 de septiembre de 2019 A la 1:00 PM En El Auditorio Julio Pérez Rojas, ubicado en Barquisimeto (Venezuela) Con 24 Nominados al Reconocimiento del Talento Regional.
El triunvirato principal quedó del siguiente modo: Galardón Gran Guajiro De Oro en su 1.º Edición De Entrega (Barquisimeto) al mejor Cantante Con Trayectoria Lo Obtuvo Adafel Urdaneta. Al mejor Pianista Nueva Generación Lo Obtuvo Hector Hernández Y al mejor Animador De Eventos Lo Obtuvo Carlos Luis Díaz.

## Resumen de premios y nominaciones
| Categoria                       | Nominaciones | Premios |
| ------------------------------- | ------------ | ------- |
| Mejor Cantante Con Trayectoria  | 1            | 1       |
| Mejor Animador De Eventos       | 1            | 1       |
| Mejor Pianista Nueva Generación | 1            | 1       |

## Ganadores y nominados
| 1.º Galardón Gran Guajiro De Oro en su 1.º Edición De Entrega al Mejor Cantante Con Trayectoria Presentado por: Milagros Rojas.                                                                      | 2.º Galardón Gran Guajiro De Oro en su 1.º Edición De Entrega al Mejor Animador De Eventos Presentado por: José Gregorio Ordoñez.                 |
| --- | --- |
| - Adafel Urdaneta - Triunfador. - Omar Araujo . - Miguel Mendoza. - Carlos Aparicio. - Nestor Gonsalez. - Rafael Cantillo. - Wilmer Aguero. - Alex Chacon.                                           | - Carlos Luis Diaz - Triunfador. - Leonardo Solano. - Franklin Gutierrez. - Claudio Sanchez. - Álvaro Rincon. - Richard Peña.                     |
| 1.º Galardón Gran Guajiro De Oro en su 1.º Edición De Entrega al Mejor Pianista Nueva Generación Presentado por: Agustín Navarro.                                                                    | 2.º Galardón Gran Guajiro De Oro en su 1.º Edición De Entrega al Mejor Pianista Nueva Generación Presentado por: Leonardo Solano.                 |
| - Hector Hernandez - Triunfador. - Doennys Marchan . - David Marchan. - Carlos Luis Sanchez. - Lesme Rojas. - Breiner Mendoza. - Jose Daniel Rodriguez. - Jose Manuel Villegas. - Cristhian Noguera. | - Wilder Molleja. - Yetson Lopez. - Elvis Rodruigez. - Javier Soterano. - Danny Aguero. - Victor Escobar. - Juan Escobar. - Jose David Mogollón . |

### Reconocimientos
| 1.º Reconocimiento del Galardón Gran Guajiro De Oro en su 1.º Edición De Entrega Presentado por: José Gregorio Ordoñez. | 2.º Reconocimiento del Galardón Gran Guajiro De Oro en su 1.º Edición De Entrega Presentado por: Leonardo Solano. |
| --- | --- |
| - José Luis Colmenarez. - Alexis Mujica . - Francisco Pereira. - Luis Conde Amador. - Onesimo Sarmiento .               | - Giovanni Baldallo. - Wilmer Reyes. - Mario Depool. - Edilio Alvarado.                                           |

## Ausentes
- Personas exánime Reconocidas:
- Eladio Castillo. †
- Enrique Sanchez. †
- Eudis Varela. †